# Гутьеррес, Габриэль
Габриэль Алекса Гутьеррес (англ. Gabrielle Alexa Gutierrez; род. 9 сентября 2005) — филиппинско-американская актриса. Стала первым филиппинцем, участвовавшем в мюзикле «Матильда», адаптации одноимённого романа.

## Карьера
Является вундеркиндом и играет на фортепиано. Побеждала на различных конкурсах, что впоследствии дало ей возможность выступить в концертном зале «Карнеги-холл» в возрасте пяти лет. Свою полноценную музыкальную карьеру Гутьеррес начала в 2014 году когда она исполнила роль Нганы в постановке «Юг Тихого океана», проходившей в Paper Mill Playhouse. В конце того же года она сыграла роль Энни в постановке «Как Гринч украл рождество». Тогда же она участвовала в мюзикле «Матильда» в рамках Королевской шекспировской компании.

## Личная жизнь
Родители актрисы происходят из провинции Букиднон, в Филиппинах. В настоящее время проживает вместе со своими родителями и старшей сестрой в Спрингфилде, в штате Нью-Джерси, в США.

## Театр
| Театр |                           |          |                           |
| Год   | Название                  | Роль     | Режиссёр                  |
| 2016  | Школа Рока                | Шонель   | Winter Garden Theatre     |
| 2015  | Матильда                  | Матильда | Royal Shakespeare Company |
| 2014  | Как Гринч украл Рождество | Энни Ху  | Big League Productions    |
| 2014  | Юг Тихого океана          | Нгана    | Paper Mill Playhouse      |

## Телевидение
| Телевидение |          |                          |            |
| Год         | Название | Роль                     | Примечание |
| 2015        | Конан    | Матильда (гость рекламы) | 1 эпизод   |